# Изворы (Оргеевский район)
Изворы, Извоаре (рум. Izvoare) — село в Оргеевском районе Молдавии. Наряду с сёлами Погребены и Шарканы входит в состав коммуны Погребены.

## История
Согласно спискам населённых мест Бессарабской губернии за 1859 год, Изворы — резешское село при вершине оврага и ключе Изворе в 196 дворов. Население составляло 389 человек (196 мужчин, 193 женщины). Село входило в состав Оргеевского уезда Бессарабской губернии. Имелась одна православная церковь.
По данным справочника «Волости и важнейшие селения Европейской России» за 1886 год, Изворы — резешское село с 89 дворами и 426 жителями, административный центр Изворской волости Оргеевского уезда.

## География
Село расположено на высоте 156 метров над уровнем моря.

## Население
По данным переписи населения 2004 года, в селе Извоаре проживает 364 человека (175 мужчин, 189 женщин).
Этнический состав села:
| Национальность | Число жителей | Процентный состав |
| -------------- | ------------- | ----------------- |
| молдаване      | 350           | 96,15             |
| румыны         | 10            | 2,75              |
| русские        | 3             | 0,82              |
| украинцы       | 1             | 0,27              |
| Всего          | 364           | 100 %             |